# Gnade-Christi-Kirche

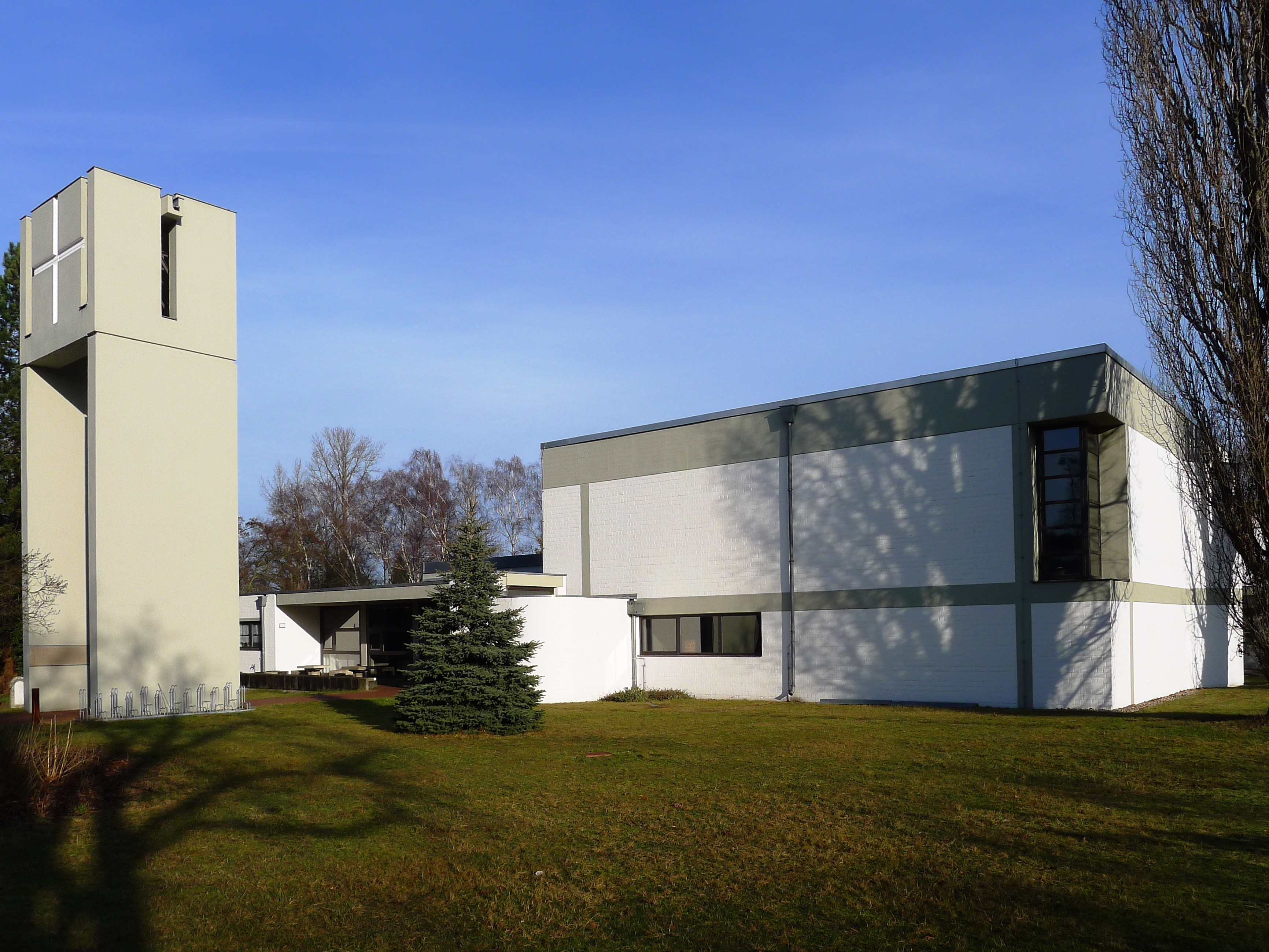
Gnade-Christi-Kirche

Die evangelische Gnade-Christi-Kirche (ⓘ) ist eine von Hansrudolf Plarre entworfene Saalkirche in der Tietzstraße 34 im Berliner Ortsteil Borsigwalde des Bezirks Reinickendorf.

## Geschichte
Am 1. Oktober 1925 wurde die Evangelische Kirchengemeinde Borsigwalde selbständig, zuvor gehörte sie zur Gemeinde der Dorfkirche Wittenau. Durch die Inflation nach dem Ersten Weltkrieg waren alle für den Bau einer Kirche gespendeten Gelder wertlos geworden. Es konnte daher 1928 nur eine Baracke erworben werden, die zu einer Notkirche umgestaltet wurde. Sie wurde mit einem Dachreiter und einer Vorhalle versehen. Am 11. April 1969 wurde in ihr der letzte Gottesdienst gehalten. Anschließend wurde sie abgerissen. Am 8. November des gleichen Jahres erfolgte neben dem 1960 vom selben Architekten erbauten Jugendheim und Kindergarten die Grundsteinlegung für ein neues Gemeindezentrum. Die Einweihung der Kirche erfolgte am 20. Dezember 1970, den Namen Gnade-Christi-Kirche erhielt sie am 4. Dezember 1973.

## Baubeschreibung
Der Baukörper des quadratischen Zentralbaus ist in Stahlbeton-Skelettbauweise ausgeführt, seine Stützen und Balken sind außen und innen sichtbar. Das Flachdach wird durch die oberen Balken, die eine Attika bilden, verdeckt. Die Wände bestehen aus weiß geschlämmtem Mauerwerk. Der Innenraum wird durch wenige Fenster gleichmäßig erhellt. Neben dem Kirchsaal liegt der Gemeindesaal, beide sind durch große Türen verbunden.
Die von außen wie auch vom Kirchsaal zugängliche kleine Kapelle soll an die Toten und Leidenden der Kriege erinnern. In einer Wandnische in Form eines Kreuzes befindet sich ein Corpus Christi.
Der Innenraum der Kirche ist trotz seiner quadratischen und damit die Zentralität vorgebenden Grundform diagonal ausgerichtet. Altar, Kanzel, Ambo und die Orgel liegen im Bereich des Altarraums nach Osten. Damit entsprach der Architekt einem der frühen Reformversuche des Wiesbadener Programms, das die Platzierung der Orgel- und Sängerbühne im Angesicht der Gemeinde empfahl. Zur Kirchenmitte hin steht das von Hans-Dieter Stage geschmiedete kupferne Taufbecken. Das Kruzifix der einstigen Barackenkirche, eine Arbeit des Holzbildhauers Ernst Gustav Jaeger, befindet sich über dem Altar in der Winterkirche.
Die Orgel wurde in zwei Abschnitten 1970 und 1978 von Dieter Noeske gebaut. Sie verfügt über 23 Register auf zwei Manualen und Pedal.

## Glockenturm
Der Zugang zur Kirche führt durch einen portalartigen, aus zwei Betonscheiben errichteten Campanile. An ihm weist eine Tafel auf den evangelischen Märtyrer Adolf Clarenbach hin. Auf den beiden Betonscheiben sitzt die Glockenstube, in der ein Geläut aus drei Bronzeglocken hängt, das von Petit & Gebr. Edelbrock gegossen wurde:
| Gießjahr | Schlagton | Gewicht | Durchmesser | Höhe  | Inschrift im Medaillon                                        | Inschrift im Wolm                                                                                      |
| -------- | --------- | ------- | ----------- | ----- | ------------------------------------------------------------- | --- |
| 1970     | a'        | 450 kg  | 89 cm       | 73 cm | EVANGELISCHE KIRCHENGEMEINDE BERLIN-BORSIGWALDE, KÖLN-MELATEN | GESTIFTET VON WILHELM SKODLERAK, HELMUT HEINRICH, HILDEGARD HEINRICH UND KINDERN                       |
| 1969     | c"        | 270 kg  | 74 cm       | 61 cm |                                                               | |
| 1970     | d"        | 180 kg  | 68 cm       | 58 cm | LENNEP-LÜTTRINGHAUSEN                                         | GESTIFTET VON DER EV. KIRCHENGEMEINDE LÜTTRINGHAUSEN UND DER EV. FRAUENHILFE BERLIN / BORSIGWALDE 1970 |

Seitlich des Campanile liegt der Notfriedhof aus dem Jahr 1945.